# محوطه کند سرطیولا
محوطه کند سرطیولا مربوط به دوران‌های تاریخی پس از اسلام است و در شهرستان رودسر، بخش رحیم آباد، روستای طیولا واقع شده و این اثر در تاریخ ۲۷ بهمن ۱۳۸۲ با شمارهٔ ثبت ۱۰۹۸۶ به‌عنوان یکی از آثار ملی ایران به ثبت رسیده‌است.